# Матебеленг
Матебеленг (англ. Matebeleng) — населённый пункт сельского типа на юго-востоке Ботсваны, на территории округа Кгатленг.

## Общая информация
Находится в юго-западной части округа, примерно в 20 км к северо-востоку от столицы страны, города Габороне.

## Население
По данным на 2013 год население деревни составляет 1539 человек.
Динамика численности населения деревни по годам:
| 2001 | 2013 |
| ---- | ---- |
| 1180 | 1539 |